# Ruben Holmström
Karl Ruben Isidor Holmström, född 14 februari 1888 i Uppsala domkyrkoförsamling, Uppsala, död 17 juni 1959 i Malmö S:t Pauli församling, Malmö kommun, Malmöhus län, var en svensk psykiater.  
Efter studentexamen i Uppsala 1907 blev Holmström medicine licentiat där 1917. Han var biträdande läkare och t.f. hospitalsläkare vid sjukhus och hospital 1914–1918, underläkare vid Örebro lasaretts medicinska avdelning 1920–1921, hospitalsläkare vid Säters hospital 1921–1928, överläkare vid Malmö allmänna sjukhus psykiatriska avdelning 1928 samt överläkare och styresman vid Malmö östra sjukhus 1935–1953. Han blev medicine hedersdoktor vid Lunds universitet 1953.
Han gifte sig 9 september 1919 med Ellen Holmström (1888–1964), född Fager. Makarna Holmström är begravda på Östra kyrkogården i Malmö.